# Mes Aynak
Mes Aynak (Pasjtoe: مس عينک), ook Mis Ainak of Mis-e-Ainak genoemd ("kleine koperbron"), is een site op 40 km ten zuidoosten van Kabul, Afghanistan, in een desolate streek van de provincie Lowgar. In Mes Aynak liggen de ruïnes van een oude nederzetting met meer dan 400 boeddhabeeldjes, stoepa's en een kloostercomplex. Het is echter ook de grootste Afghaanse vindplaats van koper.
Archeologen ontdekten de overblijfselen van een eerdere, 5.000 jaar oude site uit de bronstijd onder het niveau van de huidige boeddhistische ruïnes, met een smeltoven voor koper. Aangezien de site gelegen was op de oude Zijderoute, zijn ook overblijfselen uit China en India teruggevonden. Uit de opgravingen is ook gebleken dat het om een welvarend handelscentrum ging. De vroegste boeddhistische overblijfselen dateren uit het Kushana-tijdperk, met latere Tang-Chinese en Oeigoerse invloeden. Mes Aynak was op zijn hoogtepunt in de 5e tot 7e eeuw na Christus. In de 8e eeuw zette het verval in, en de nederzetting werd zo’n 200 jaar later verlaten.
Reeds in 1963 werd de archeologische waarde van de site ontdekt, en later bevestigd bij de geologische exploratie van het gebied door Russen en Afghanen in 1973-74. Helaas volgde nadien een golf van geweld: tijdens de Afghaanse oorlog werden tunnels gegraven, deels voor exploratie maar nadien gebruikt door het verzet, eerst tegen de Sovjets, later door Al Qaida, waarop dan weer Amerikaanse bombardementen volgden. Mede daardoor raakte de site bekend, en helaas stelden archeologen in 2004 vast dat een groot aantal artefacten waren geplunderd.
De site is in zijn historische vorm nu totaal bedreigd door de exploitatie van de rijke ondergrondse koperader. Bovendien heerst onvrede onder de lokale bevolking, die een gedwongen verhuizing tegemoet zien, en ongerustheid vanwege gevreesde milieuverontreiniging.

## Archeologisch werk
Archeologen zijn van oordeel dat Mes Aynak een van de belangrijkste historische sites is langs de Zijderoute. De vallei zou 19 afzonderlijke sites omvatten, enkele forten en een citadel, vier versterkte kloosters, tempels, een muntslagerij en mijnwerkersverblijven. Na 2010 werden, met de hulp van een Frans archeologisch team, tal van opgravingen verricht, op een site van 400.000 m2. De opgravingen gingen ook in 2017 nog steeds door, ondanks de instabiele veiligheidssituatie en moeilijke logistiek. Een aantal artefacten, waaronder een opgegraven boeddhabeeld, werd overgebracht naar het Nationaal Museum van Afghanistan in Kaboel. Van de bedreigde site is ook een documentaire gemaakt, Saving Mes Aynak.

## Mes Aynak kopermijn
In november 2007 werd aan de China Metallurgical Group (MCC) voor 3 miljard dollar een 30-jarige concessie verleend voor de exploitatie van een kopermijn. De waarde van de koperreserves in het hele gebied worden op 100 miljard dollar geraamd.
Zes jaar later, in 2013, liep de exploitatie echter nog steeds niet zoals gepland. Om te beginnen waren al snel beschuldigingen van corruptie opgedoken, aan het adres van de Afghaanse minister van mijnbouw, die kort nadien ontslag nam. Later, terwijl enerzijds archeologen zich in een race tegen de klok inspanden om te redden wat er te redden viel, kwamen zowel van Afghaanse als van Chinese zijde signalen om het contract te heronderhandelen. Vertragende factoren waren enerzijds de archeologische waarde van de site, en anderzijds de verslechterende veiligheidssituatie. Die bleek toen het Chinese mijnwerkerskamp werd getroffen door een Taliban-raket. In april 2017 werd Shen Heting, de Chinese topman van MCC die het contract had onderhandeld, uit de Communistische Partij gezet wegens corruptie.
Begin 2022 zouden volgens Associated Press de onderhandelingen van de Taliban met de Chinese mijnbouwers zijn hervat, en werd de heropstart van de mijnactiviteiten in het vooruitzicht gesteld. Bij de exploitatie moest het erfgoed gevrijwaard blijven.
Op 24 juli 2024 werd de start van het mijnproject plechtig ingeluid met de aanleg van de weg naar de mijn.